# Klosters
Klosters (bis Ende 2020 offizieller Gemeindename Klosters-Serneus, schon zuvor bis 1973 Klosters; im walserdeutschen Ortsdialekt bim Chlooschter [bɪm ˈχloːʃtər], rätoromanisch Claustraⓘ geheissen) ist eine politische Gemeinde und Hauptort der Region Prättigau/Davos des Schweizer Kantons Graubünden.

## Geographie

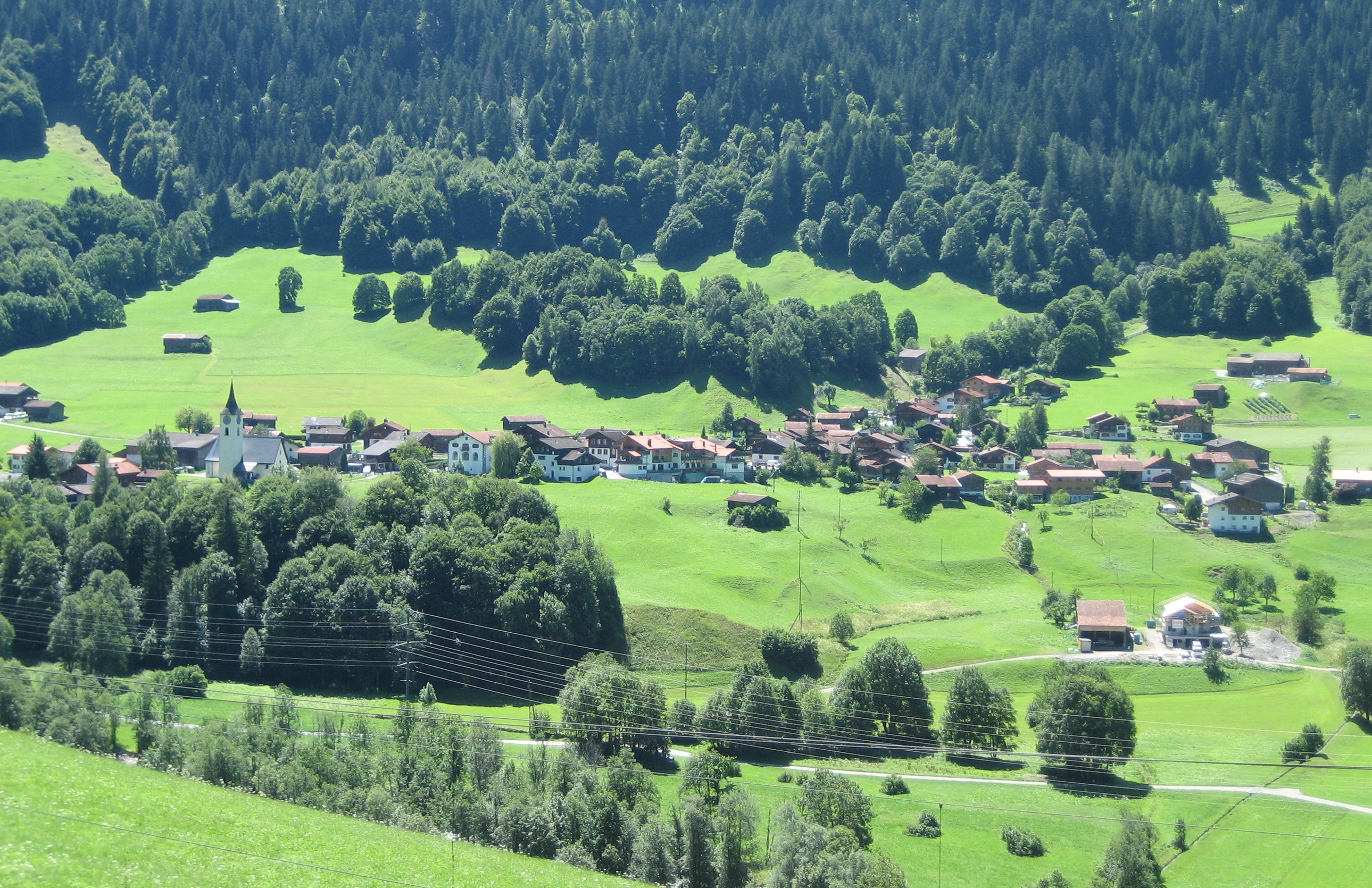
Das Dorf Serneus mit vorgelagerter Kirche

Klosters, die oberste Prättigauer Gemeinde, besteht aus den acht Fraktionen Platz, Dorf, Selfranga, Aeuja, Monbiel, Serneus, Mezzaselva und Saas im Prättigau.
Das ausgedehnte Territorium deckt sich grösstenteils mit dem Einzugsgebiet der oberen Landquart, so dass die Gemeindegrenze über weite Strecken auf der Wasserscheide gegen die Nachbartäler Montafon, Unterengadin, Landwassertal (Davos) und Schanfigg verläuft. Lediglich am Wolfgangpass endet der Klosterser Bann bereits 2 km vor der Passhöhe. Ein prägendes Element der Landschaft bildet der breite Talkessel, wo sich die Landquart, der von links einmündende Stützbach und der von rechts zufliessende Schlappinbach vereinigen. Das rund 10 km lange Schlappintal verläuft zunächst in westlicher Richtung und biegt auf halber Länge nach Südsüdwest um. Im Norden wird es durch den westlichen Ausläufer der Silvretta begrenzt, der im Rotbüelspitz (2852 m) kulminiert, mit Schlappiner Joch und Rätikon, und gleichzeitig die Landesgrenze zu Österreich bildet. Weiter nach Südosten verläuft die Grenze über die Gipfel von Chessispitz (2833 m) und die Östliche sowie Westliche Plattenspitze (2883 m) zum Grossen Seehorn (3121 m) und anschliessend über den Gross Litzner (3109 m) zum Silvrettahorn (3244 m), dem nordöstlichsten Punkt des Klosterser Gebiets.

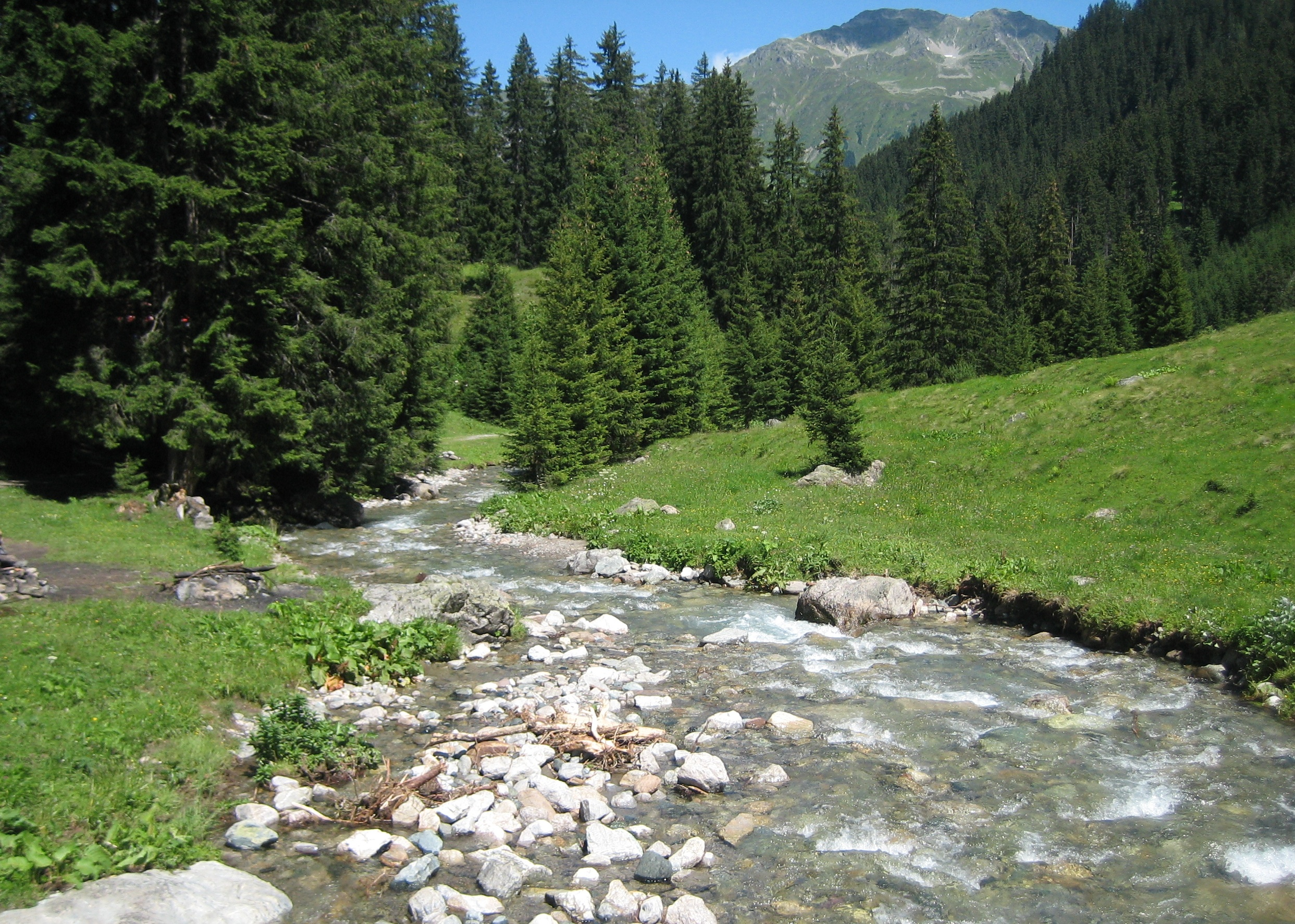
Stützbach zwischen Klosters und Davos Laret

Luftbild von Werner Friedli von 1954

Die östliche Grenze gegen das Engadin steigt nach Queren des Silvrettapasses zum Verstanclahorn (3298 m, höchster Punkt der Gemeinde), berührt Schwarzkopf (Chapütschin, 3232 m), Piz Zadrell (3104 m), Plattenhörner (3220 m), um den Flesspass zu erreichen, der als Saumpfad nach Susch bzw. Lavin führt. Innerhalb dieser Umgrenzung fächert sich das Tal der Landquart in die Quelltäler Seetal, Verstancla, Vernela und Vereina auf. Vom Flesspass aus führt die Gemeindegrenze über Rosställispitz (2929 m), Flüela Wisshorn (3085 m) und Isentällispitz (2986 m), wobei sie das Jörital, den weit nach Süden reichenden Arm des Vereinatals, halbkreisförmig umfasst, und anschliessend über das Pischahorn (2979 m) Richtung Wolfgangpass. Westlich des Stützbachtals dominiert die Casanna (2557 m) mit dem vorgeschobenen Gotschnagrat. Südwestlich davon reicht der schmale Gebietsstreifen des Obersäsställis hinauf zum Weissfluhjoch und fast bis zum Weissfluhgipfel (2843 m). Die westliche Begrenzung gegen das Mittelprättigau folgt streckenweise Bachtobeln und fällt ansonsten im Gelände nicht auf.
Das Zentrum des Kurortes und Wintersportplatzes bilden die durch die Bautätigkeit des 20. Jahrhunderts zusammengewachsenen Ortsteile Platz (1206 m ü. M.) und Dorf (1124 m) im Bereich der Talkonvergenz. Südlich schliesst sich Selfranga unmittelbar an, während die Weiler Aeuja (1207 m) und Monbiel (1291 m) zwei bzw. drei Kilometer östlich von Klosters Platz liegen. Unterhalb Klosters Dorf verengt sich das Tal. Wo es sich wieder weitet, befinden sich links der Landquart das Dorf Serneus (990 m) und jenseits des Flusses die langgezogene Streusiedlung Mezzaselva, die zusammen die bis 1872 eigenständige Gemeinde Serneus bildeten. Neben den grösseren Siedlungen gehören zur Gemeinde eine Reihe von Einzelgehöften und Maiensässen. Der Ort Schlappin (1658 m) an der Biegung des gleichnamigen Tales war bis ins 17. Jahrhundert ganzjährig bewohnt.
Nachbargemeinden sind Arosa, Conters im Prättigau, Davos, Zernez sowie Gaschurn und St. Gallenkirch (beide im österreichischen Bundesland Vorarlberg).

## Geschichte und Ortsbild

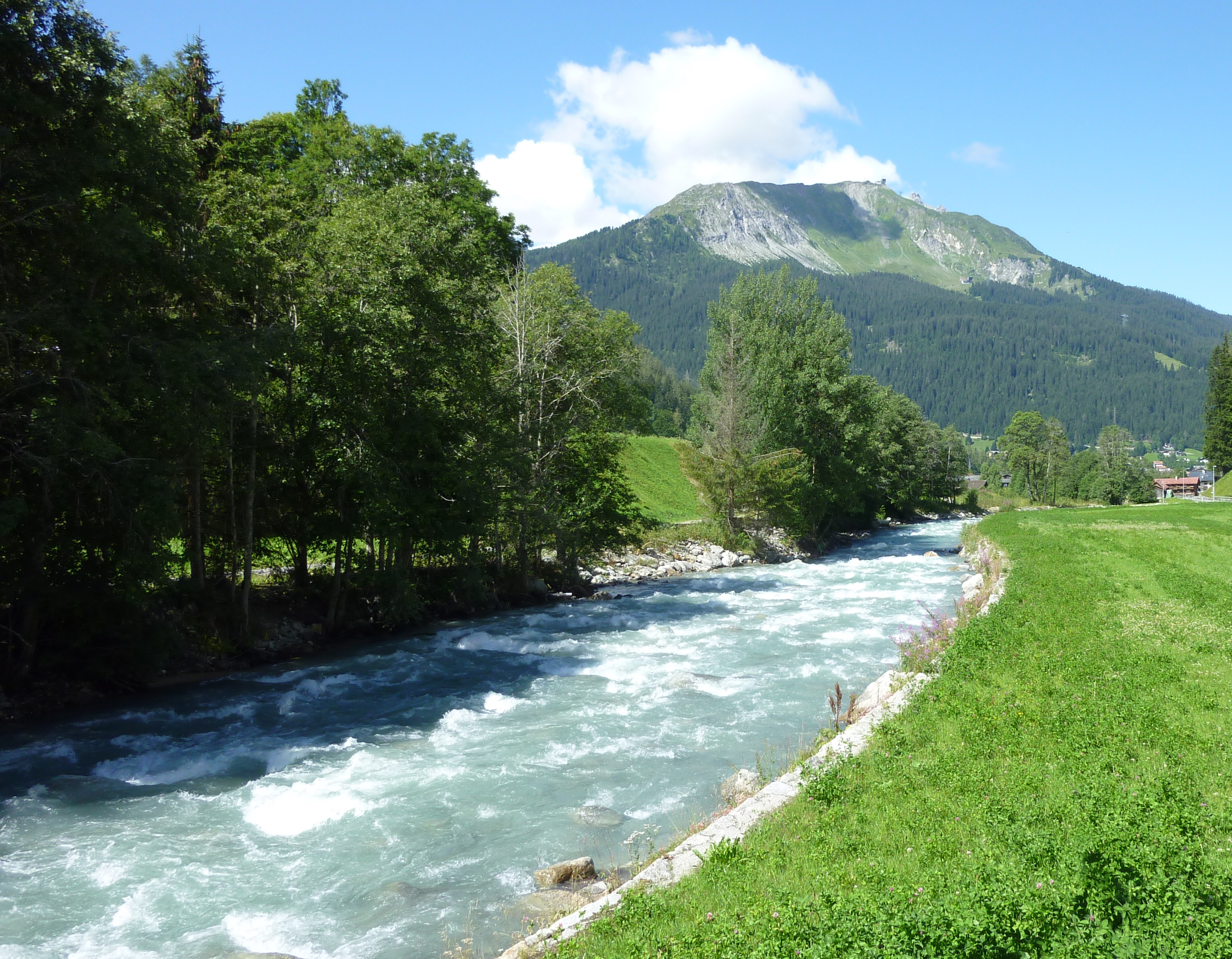
Landquart zwischen Klosters und Monbiel

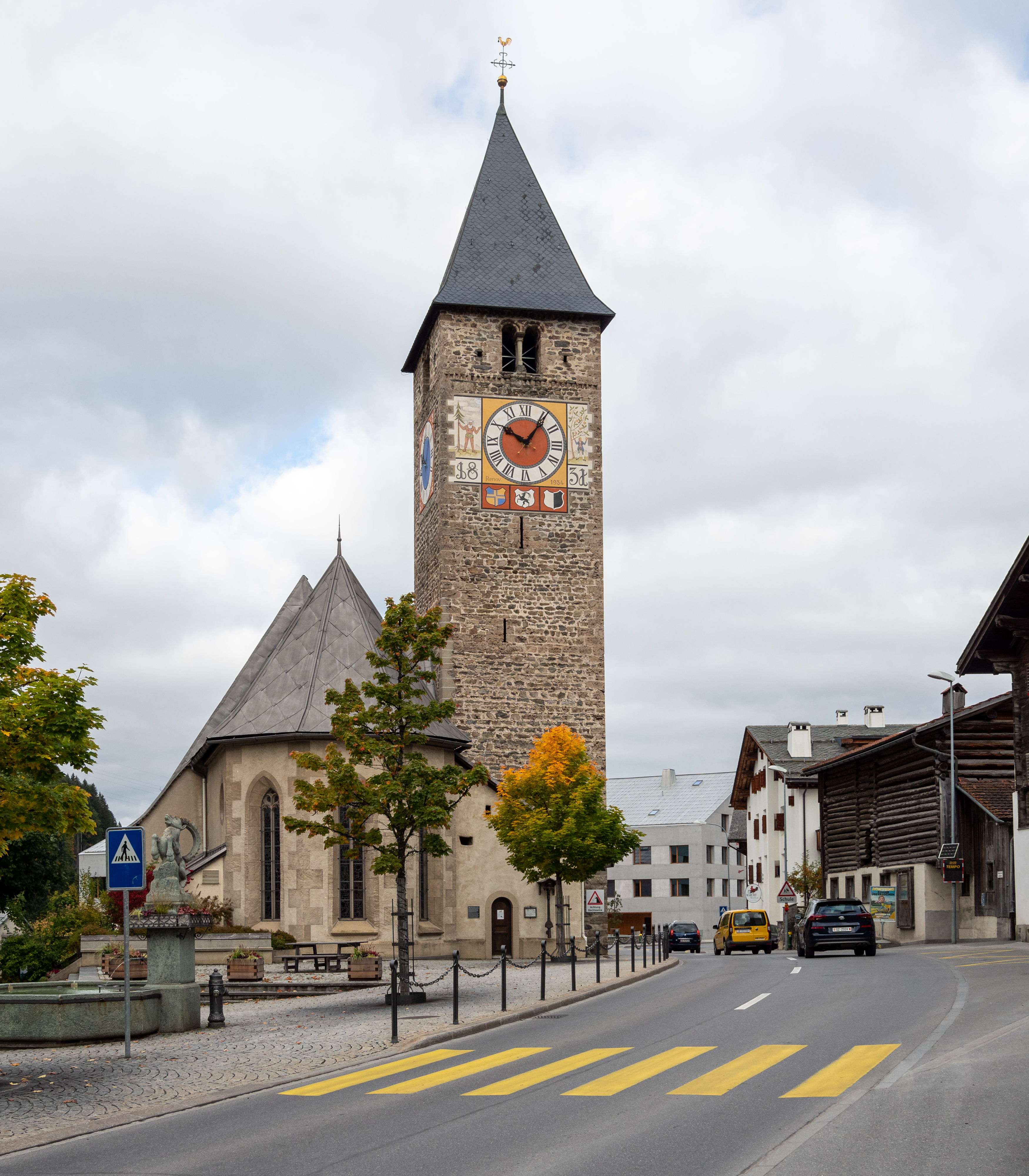
Reformierte Kirche

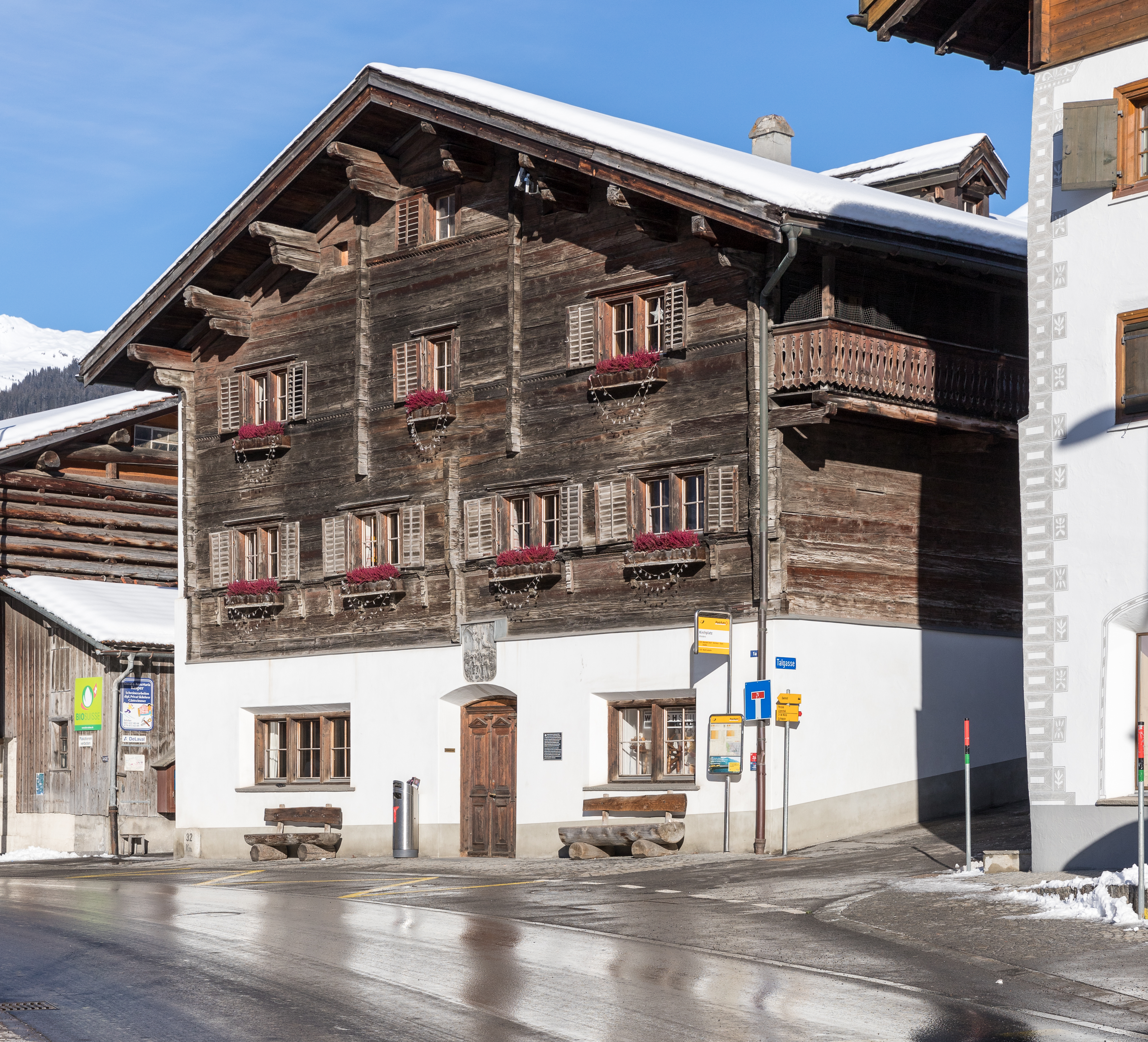
Altes Rathaus

Eine bronzezeitliche Lanzenspitze wurde am Schlappiner Joch gefunden. Klosters hat seinen Namen von dem 1222 erstmals urkundlich erwähnten, dem Heiligen Jakob geweihten Prämonstratenserkloster Klösterli im Walt, einer Tochtergründung von Churwalden.
Die Siedlung Klosters erwuchs im Spätmittelalter im Wesentlichen aus dem Hofverband der Propstei St. Jakob, teilweise auf Rodungsland. Einige Höfe verdichteten sich zu Weilern, so Brüggen mit Gewerbebetrieben am Mönchalpbach, wo 1514 eine Klostermühle und eine Schmiede belegt sind. Hinzu kamen Rodungshöfe vermutlich von Davos her eingewanderter Walser, vor allem an der linken Talflanke. Im Hochtal von Schlappin bestand neben der Alpnutzung bis ins 16. Jahrhundert eine walserische Dauersiedlung. Die Germanisierung war im frühen 16. Jahrhundert abgeschlossen. Die Grundherrschaft lag bei der Prämonstratenserpropstei St. Jakob, gestiftet und bevogtet wohl von den Freiherren von Vaz.
1482 wurde die Pfarrkirche St. Lorenz von Saas im Prättigau der Propstei inkorporiert. Während der Reformation wurde St. Jakob 1526 aufgehoben, der Klosterbesitz säkularisiert und als Pfrundgut verwendet. Nachdem das Klostergebäude im Prättigauerkrieg 1621 durch Brand zerstört wurde, ist davon nur noch der romanische Turm der 1921 erneuerten reformierten Pfarrkirche geblieben, die den Mittelpunkt der Fraktion Klosters Platz bildet. Schräg gegenüber von dieser Kirche befindet sich das Alte Rathaus (Jeuchenhaus) von 1680, ein Holzhaus im Prättigauer Stil mit gemauertem Sockel und wappengeschmückten Portal. In einem wiedereingerichteten Bauernhaus aus dem 16. Jahrhundert ist das kleine, Lokalgeschichte vermittelnde Heimatmuseum Nutli Hüschi untergebracht.
Unsichere Spuren des Klosters sind im Haus südöstlich der reformierten Kirche, der ehemaligen Klosterkirche, auszumachen. Deren Turm datiert in das frühe 13. Jahrhundert, der Chor auf 1493. Die katholische Kirche wurde 1921/1922 errichtet und 1963 neu gebaut. 2000 waren fast zwei Drittel der Bevölkerung reformiert und ein Viertel katholisch.
Die Gerichtsgemeinde Klosters entstand aus dem Ammanngericht des Landesherrn. Das waren bis 1337/1338 die Freiherren von Vaz, danach bis 1436 die Grafen von Toggenburg, bis 1466/1470 die Grafen von Montfort und 1477 bis 1649 Habsburg-Österreich. 1436 verbündete sich Klosters mit den übrigen toggenburgischen Gerichten zum Zehngerichtenbund. Anlässlich eines Streits zwischen Romanisch- und Deutschsprachigen um das Ammannamt zog der österreichische Landesherr 1489 die Wahlbefugnis von der Gemeinde wieder an sich. Im Ancien Régime bestanden Rat und Gericht nebst dem Landammann aus einem Kollegium von 16 Geschworenen mit Weibel und Schreiber. Bis 1851 gliederten sich Gerichtsgemeinde und Hochgericht Klosters in Innerschnitz und Ausserschnitz. Die Zweiteilung des Hochgerichts äusserte sich in der abwechselnden Bestellung des Landammanns und in der Besetzung der Verwaltungsämter für die Bündner Untertanengebiete. Neben Viehwirtschaft mit Exporten nach Oberitalien wurde im 15. bis 19. Jahrhundert auch Kornbau betrieben.
Aus der Aufhebung der Propstei 1526 war ein Rechtsstreit mit Habsburg-Österreich erwachsen. Nach mehreren vertraglichen Regelungen im 16. Jahrhundert sollte 1621 im Prättigauerkrieg ein österreichischer Truppeneinfall die Restitution des Klosters erzwingen. Über 300 Häuser und damit etwa drei Viertel des Ortes fielen den Brandschatzungen von 1621 und 1622 zum Opfer. 1623 folgte eine Hungersnot. 1649 gelang schliesslich der Auskauf der landesherrlichen Rechte durch die Gerichtsgemeinde. In der zweiten Hälfte des 17. Jahrhunderts grassierte der Hexenwahn mit ca. 50 Hinrichtungen im Hochgericht Klosters. Ein Bergsturz forderte 1770 in Monbiel 19 Todesopfer und zerstörte diverse Bauten. Silber, Blei und Eisen wurden im ausgehenden 15. und im 16. Jahrhundert, in kurzfristigen, erfolglosen Versuchen bis ins frühe 20. Jahrhundert verschiedenenorts abgebaut.
1799 lagerte längere Zeit ein Teil von Jacques MacDonalds Heer in Klosters. In der Helvetik diente Klosters als Hauptort des Distrikts Obere Landquart.
1803 wurden der Inner- und Ausserschnitz vollständig getrennt. Nach 1851 gehörte Klosters als einzige Gemeinde zum Kreis Klosters im Bezirk Oberlandquart bzw. von 2001 bis 2015 zum Bezirk Prättigau/Davos.
Seit der Eröffnung der Bahn Landquart–Davos 1889 nahm der Fremdenverkehr namentlich für Wintersporttreibende grossen Aufschwung. Von kriegsbedingten Rückschlägen in der Zwischen- und Nachkriegszeit erholte sich der Ort rasch. 1921 wurde ein heizbares Schwimmbad, 1950 die Bergbahn Gotschna bzw. 1966 die Bergbahn Madrisa eröffnet. In Klosters und Klosters-Dörfli wurden Zweigwerke der Bündner Kraftwerke errichtet. 1919 wurde das private Kindergärtnerinnenseminar in Klosters-Aeuja gegründet. 1947 kam es zur Bündner Frauenschule, als es von der Schliessung bedroht war. Die rege Bautätigkeit im Bereich der Parahotellerie in den letzten Jahrzehnten des 20. Jahrhunderts wurde durch ein neues Baugesetz und den Zonenplan von 1973 geregelt. Der 1991 begonnene Vereina-Tunnel der RhB wurde 1999 dem Verkehr übergeben.
Im Jahre 2012 liefen vertiefte Abklärungen zu einem Fusionsprojekt zwischen Klosters-Serneus, Küblis, Saas im Prättigau, St. Antönien und Luzein. Die Abklärungen wurden mittlerweile jedoch abgebrochen. Am 14. Juni 2015 stimmten die Stimmberechtigten der beiden Gemeinden Saas im Prättigau und Klosters-Serneus einer Eingemeindung von Saas im Prättigau in die Gemeinde Klosters-Serneus auf den 1. Januar 2016 zu.

## Wappen
| Wappen von Klosters | Blasonierung: «In Gold stehender Wilder Mann, in der Rechten blaue Fahne mit silbernem Kreuz» |
| Wappen von Klosters | Seit dem 16. Jahrhundert verwendetes Siegelbild des Gerichts Klosters                         |

## Bevölkerung
| Bevölkerungsentwicklung | Bevölkerungsentwicklung | Bevölkerungsentwicklung | Bevölkerungsentwicklung | Bevölkerungsentwicklung | Bevölkerungsentwicklung | Bevölkerungsentwicklung | Bevölkerungsentwicklung | Bevölkerungsentwicklung |
| ----------------------- | ----------------------- | ----------------------- | ----------------------- | ----------------------- | ----------------------- | ----------------------- | ----------------------- | ----------------------- |
| Jahr                    | 1850                    | 1900                    | 1930                    | 1950                    | 2000                    | 2010                    | 2020                    |                         |
| Einwohner               | 1302                    | 1555                    | 2558                    | 2978                    | 3890                    | 4650                    | 4416                    |                         |

## Politik
- GLP: 1
- BDP: 6
- FDP: 5
- SVP: 3

Die gegenwärtige Gemeindeverfassung datiert vom 29. Dezember 2008 (mit späteren Änderungen).
Die Exekutive von Klosters ist der Vorstand, der fünf Mitglieder hat; die Legislative bildet seit 1970 der Gemeinderat mit 15 Mitgliedern. Die Parteien sind derzeit (2021) im Gemeinderat wie nebenstehend vertreten.

## Wirtschaft

### Tourismus, Bergbahnen und Skigebiete

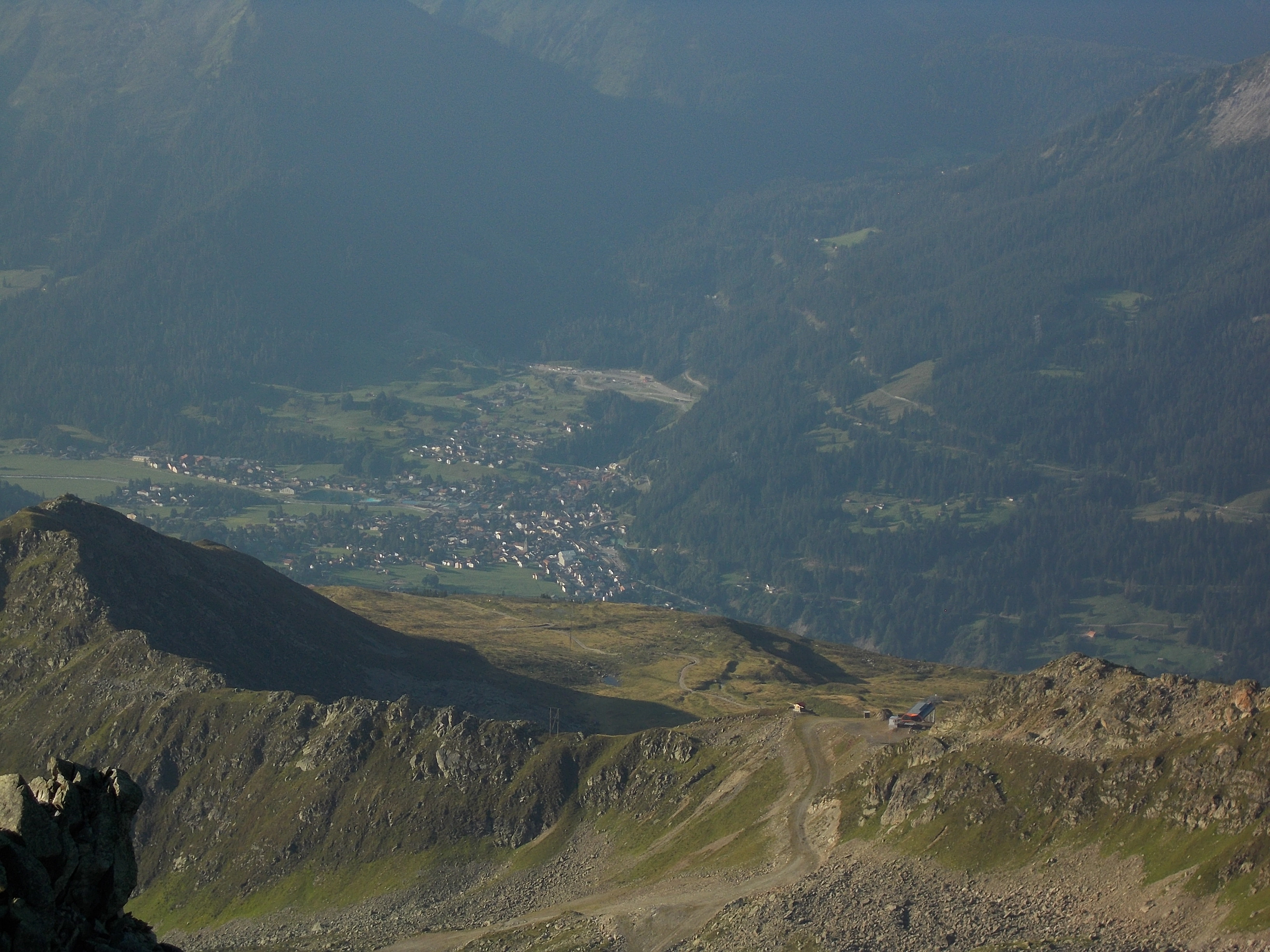
Blick vom Madrisahorn nach Klosters

Rund um Klosters finden sich zahlreiche Abfahrtspisten und über 40 km gespurte Loipen.
Der Gotschnagrat (2285 m), auf dem sich ein Restaurant befindet und von dem man einen weiten Blick ins Prättigau und zur Silvrettagruppe hat, ist von Klosters Platz per Seilbahn zu erreichen. Der Gotschna ist überdies der Hausberg von Klosters. Von der Mittelstation Gotschnaboden (1780 m) führt eine 3,2 km lange Schlittelbahn nach Klosters hinunter. Ein weiteres, vor allem bei Familien beliebtes Ausflugsziel ist das Gebiet Madrisa, welches durch eine im Herbst 2005 erneuerte Umlaufbahn mit Viererkabinen ab Klosters Dorf erschlossen wird. Die Bergstation Saaseralp liegt auf dem Boden des mittlerweile eingemeindeten Saas im Prättigau.
Klosters bietet im Sommer Wanderungen, Kletter-, Gletscher- und Bergtouren. Dabei können folgende SAC-Hütten als Stützpunkte gewählt werden: Fergenhütte, Seetalhütte, Silvrettahütte.

### Strassenverkehr

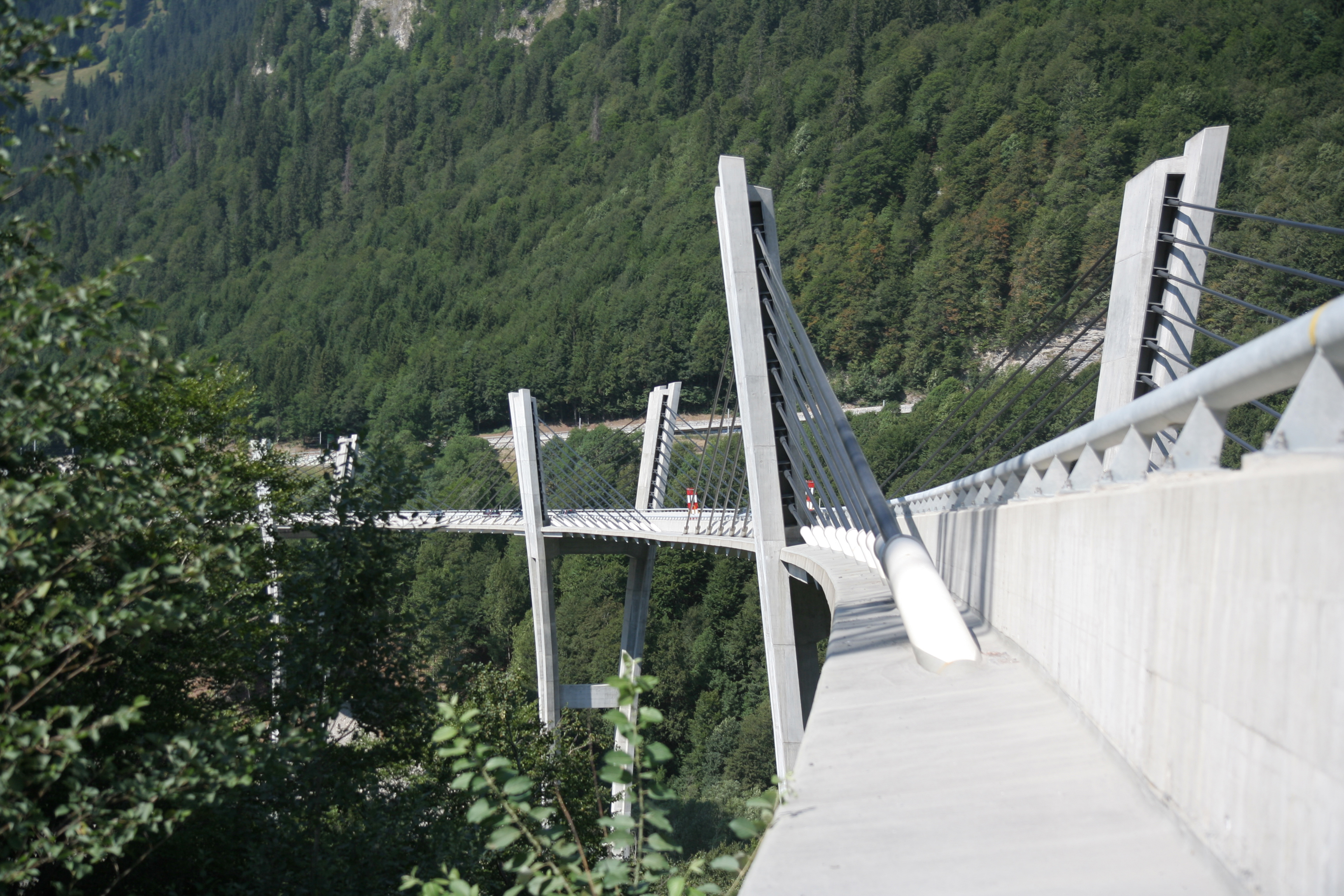
Die Sunnibergbrücke entlastet Klosters vom Durchgangsverkehr

Die Verkehrslage für Klosters war während vieler Jahre dramatisch, da der gesamte Strassenverkehr von Landquart nach Davos oder ins Unterengadin auf der Hauptstrasse mitten durch den Ort rollen musste. Um dem abzuhelfen, wurde bereits im Zuge des Baus der Vereinalinie mit dem Bau der Umfahrung Klosters begonnen: Die Sunnibergbrücke, eine Strassenbrücke über das Tal der Landquart unterhalb von Klosters Dorf sowie der direkt anschliessende Gotschnatunnel, der in einem Bogen den Gotschna unterquert und bei der Autoverladestation Selfranga wieder zu Tage kommt.
Die Bauten wurden am 9. Dezember 2005 durch Bundesrat Moritz Leuenberger und den britischen Thronfolger Prinz Charles eröffnet und entlasteten Klosters weitgehend vom Durchgangsverkehr.

### Bahnverkehr

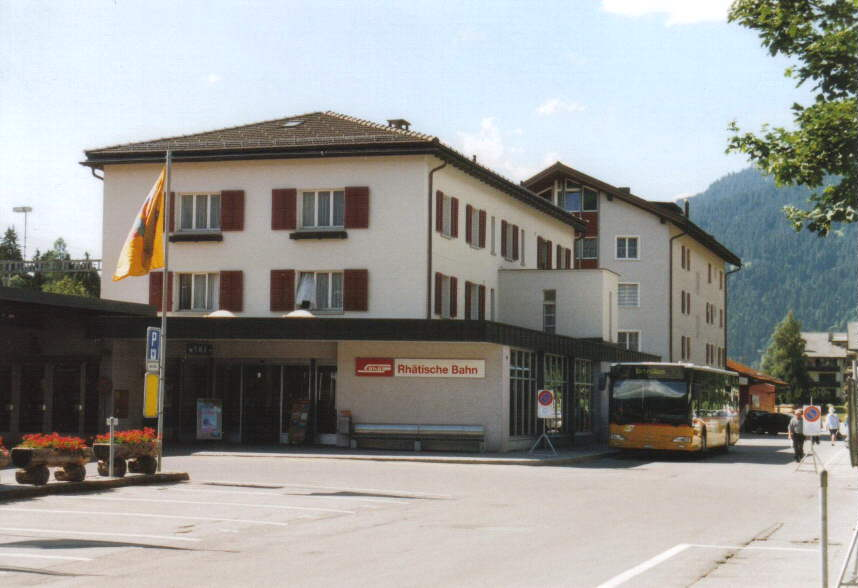
Der Bahnhof Klosters Platz ist eine Station an der Bahnstrecke Landquart–Davos Platz und gleichzeitig zentrale Endhaltestelle für den Ortsbus

Seit 1889 ist Klosters an die Bahnstrecke Landquart–Davos Platz der Rhätischen Bahn angeschlossen. Die Bahnhöfe Klosters Dorf, Klosters Platz und Cavadürli (1352 m) sind seitdem Endpunkt für unzählige Touristen, seit 1904 auch für Wintersportler. In den Anfangsjahren war der Bahnhof Klosters noch Kopfbahnhof. So erlebte ihn auch Hans Castorp in Thomas Manns Roman Der Zauberberg:
Es gab Aufenthalte an armseligen Bahnhofshäuschen, Kopfstationen, die der Zug in entgegengesetzter Richtung verliess, was verwirrend wirkte, da man nicht mehr wusste, wie man fuhr, und sich der Himmelsgegenden nicht länger entsann.
Seit 1930 ist Klosters Durchgangsbahnhof; die Strecke nach Davos führt seitdem durch den 400 m langen Klosters-Kehrtunnel. Die Landquartbrücke (Maillart-Brücke) von 1930 musste 1993 allerdings einem Neubau weichen, denn die Vorbereitungen für die neue Vereinalinie liefen damals an. Seit der Eröffnung der modernen Schienenverbindung ins Engadin besitzt Klosters einen perfekten Bahnanschluss in fast alle Himmelsrichtungen. In Selfranga entstand ein Autoverladebahnhof.

### Ortsbus
Seit dem 1. Dezember 1985 besitzt die Gemeinde ein Ortsbusnetz mit den sechs Ortsbuslinien 1 bis 6. Der Ortsbus Klosters wird von Postauto Graubünden betrieben. Der zentrale Umsteigeplatz ist die Haltestelle am Bahnhof Platz.

## Kultur

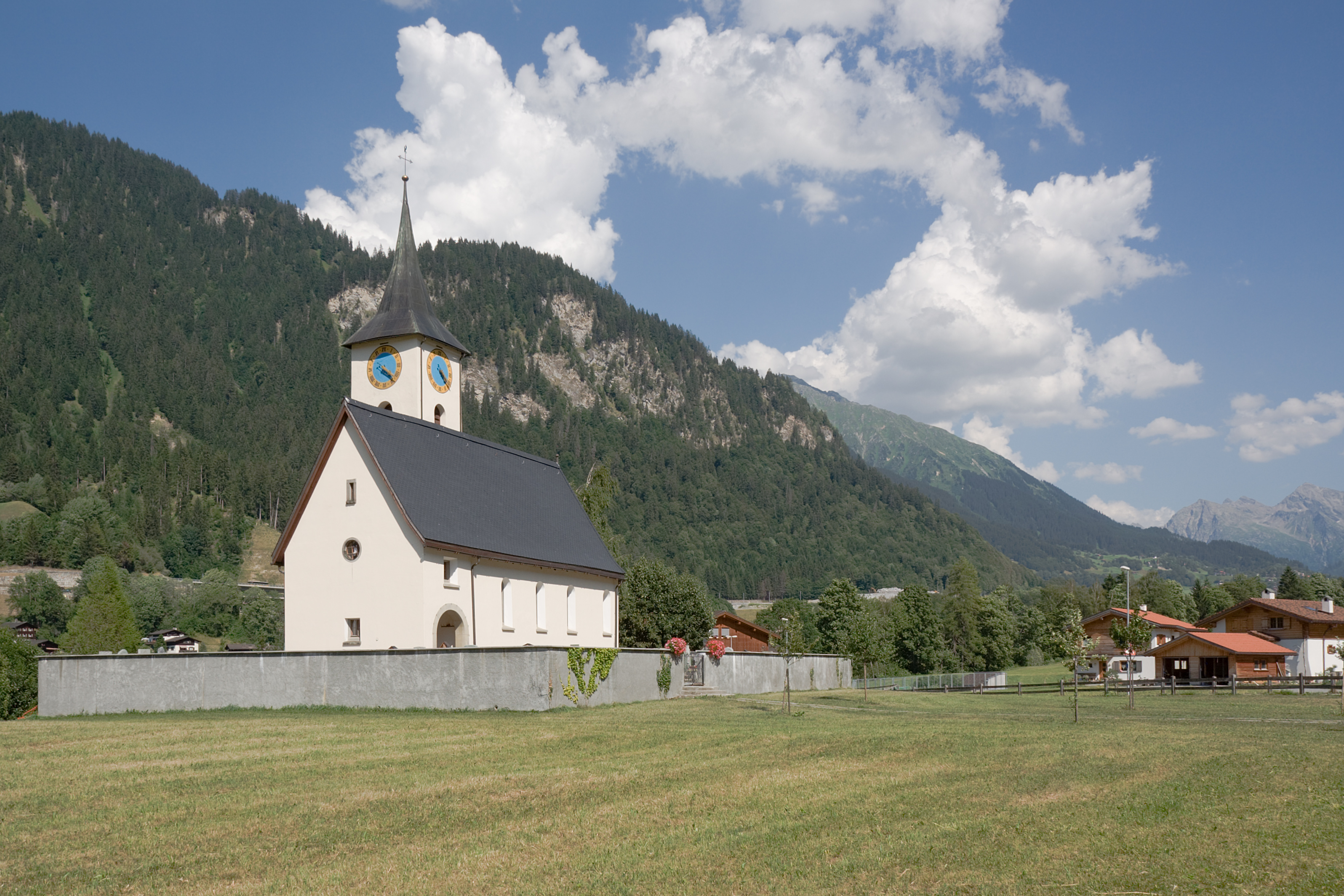
Die Kirche Serneus als kulturelles Dorfzentrum

Für kulturell Interessierte hat Klosters ein breites Angebot. Dazu gehören unter anderem der Kulturschuppen, die Wärchstuba und die Gemeindebibliothek in den über 300-jährigen Räumen des alten Rathauses. Der Kulturschuppen besteht seit 2002 im alten Güterschuppen der RhB und ist ein Treffpunkt für Freunde von Kino, Jazz, Kleintheater, Lesungen und Vorträgen. Diese werden von der Kulturgesellschaft Klosters (kgk) organisiert, welche auch für zahlreiche weitere Anlässe verantwortlich ist, so zum Beispiel die beliebten Klosterser Sommerkonzerte in der Kirche zu St. Jakob. Die Wärchstuba Klosters wurde 1971 von kreativen Bergbäuerinnen als Winterkursangebot gegründet und bietet heute jährlich über 100 Kurse aller Art an von Kochen, Kunsthandwerk, Persönlichkeitsbildung, Sport, bis zu Wochenend- und Ferienkursen.
Über heimatkundliche Themen informiert das in einem alten Walserhaus untergebrachte Ortsmuseum Nutli Hüschi.

## Persönlichkeiten
- Johannes Hitz (1772–1838), Klosterser Landammann, Verwalter und Pächter des Bergwerks Silberberg in Davos. Hat die Zinkgewinnung in den USA eingeführt.
- Hans (John) Hitz (1797–1864), (Sohn von Johannes) Bergbauingenieur und Generalkonsul der Schweiz in den USA von 1853–1864
- Johann Rudolf Brosi (1801–1877), Ständerat und Bundesrichter
- Hermann Huber (1888–1967), Maler, Freskant, Zeichner, Radierer und Lithograf. Mit Eveline Huber-Grisebach, wohnhaft in Klosters-Dorf und Schwendi, Monbiel 1918–1925
- Liliana Brosi (* 28. November 1934 in Cantù), Malerin, Grafikerin, Zeichnerin und Galeristin[14]
- Anton Allemann (1936–2008), Fussballspieler
- Beat Bolliger (1941–2008), Koch
- Josef Minsch (1941–2008), Skirennfahrer
- Heinz Brand (* 1955), Nationalrat ab 2011
- Markus Huppenbauer (1958–2020), Ethiker und Hochschullehrer
- Coni Allemann (* 1963), Musiker, Schriftsteller, Kabarettist
- Seraina Boner (* 1982), Skilangläuferin
- Gian-Andrea Thöny (* 1992), Eishockeyspieler

## Sehenswürdigkeiten
- reformierte Kirche Klosters
- katholische Kirche Sankt Josef, 1964[15]
- Pfarrhaus und Kirchgemeindesaal, 2008[16]
- Nutli Hüschi
- Hotel Chesa Grischuna[17]